# Peter-Singer-Preis
Der Peter-Singer-Preis ist eine nach dem australischen Philosophen und Ethiker Peter Singer benannte deutsche Auszeichnung, welche seit 2015 alljährlich vom Förderverein des Peter-Singer-Preises für Strategien zur Tierleidminderung e. V. verliehen wird.

## Gründung
Der Peter-Singer-Preis wurde vom Förderverein für Strategien zur Tierleidminderung 2015 durch maßgeblich zwei Personen ins Leben gerufen: Dem ehemaligen Chefarzt der Abteilung für Anästhesie und Intensivmedizin des St. Elisabeth Krankenhauses in Wittlich, Dr. Walter Neussel (verstorben im Jahr 2021) und dem ehemaligen Europaabgeordneten Stefan Bernhard Eck, welcher vor mehreren Jahren aus dem Verein ausschied.

## Allgemeines
Im Bewusstsein, nicht allen leidenden tierlichen Individuen selbst helfen zu können, will der Verein in konsequenter ethischer Verantwortung für ein artgerechtes Leben aller Tiere diejenigen Personen ideell und materiell durch eine Ehrung in Form einer Preisverleihung auszeichnen, die durch ihre Publikationen oder sonstigen Aktivitäten für innovative philosophische, pädagogische, politische, medizinische oder juristische Bestrebungen dazu beitragen, von Menschen verursachtes Tierleid durch gezielte Strategien qualitativ und quantitativ zu mindern. Es gilt dementsprechend als vordringlicher Zweck des Vereins, für diese Ziele durch die Form der Ehrungen Leidminderungsstrategien zugunsten von nicht menschlichen Tieren aus utilitaristischen, tierrechtlichen, tugendethischen, sozialen und empathischen philosophischen Grundpositionen heraus zu überdenken und eine Signalwirkung auszuüben zur Prüfung, wie die Menschen unnötige Schmerzen und unnötiges Leid nicht nur bei Menschen und Haustieren, sondern bei allen leidensfähigen Lebewesen im persönlichen Einflussbereich reduzieren kann und soll.

## Ziel der Preisverleihung
Ziel des Fördervereins und der Preisverleihung des PSP ist es, Menschen zu ehren und zu fördern, die sich erfolgreich gegen die systematische Ausbeutung von Tieren eingesetzt haben. Dem Förderverein geht es nicht nur um das exemplarische, einzelne, individualisierte und personalisierte Tier zuhause oder aus einem Tierheim, sondern vor allem um massenweise, industriell skalierte Nutztierhaltung und die Minderung des hierdurch erzeugten Tierleids mit hohen Multiplikationseffekten – wohlwissend, dass jedes einzelne Tier leid verspürt bzw. verspüren kann. Jährlich werden Persönlichkeiten ausgezeichnet, die sich den Zielen des Peter-Singer-Preises wirksam und nachhaltig verdient gemacht haben – und die mit ihren Leistungen einen hohen Multiplikator zur nachhaltigen Verbesserung von Tierwohl ermöglichen. Ein Beispiel stellt hier die im Jahr 2002 erfolgreich vollzogene Aufnahme des Tierschutzes in das Grundgesetz der Bundesrepublik Deutschland dar.
Der Förderverein des Peter-Singer-Preises zur Tierleidminderung e. V. vergibt im Rahmen der Auszeichnung jährlich ein Preisgeld in Höhe von 10.000 Euro zur zweckgebundenen Unterstützung der Arbeit und des Wirkens der Preisträger im Bereich nachhaltiger und wirksamer Tierleidminderung. Die Namen und Verdienste der Preisträger sowie der Beitragenden sind oft auch der Allgemeinheit bekannt.
Die jährliche Veranstaltung schafft einen gebührenden Rahmen für Ehrung der Preisträgerinnen und Preisträger und bietet eine Plattform für den gegenseitigen Austausch.
Im Rahmen von Fachvorträgen werden auf der Veranstaltung tiefergehende Einblicke und Erfahrungsberichte zu wirksamen Strategien der Tierleidminderung präsentiert und diskutiert. So gibt es pro Verleihung thematisch-fachliche Beiträge von Experten aus der Praxis, aus der Wissenschaft sowie von Personen des öffentlichen Lebens.
Vormalige Vortragende waren bspw.: Renate Künast, Ernst-Ulrich von Weizsäcker, Marianne Thieme (Partei für die Tiere in den Niederlanden), Ben Moore, Hans-Georg Kluge, Kathrin Herrmann, Belinda Grimm und Kirsten Tönnies.
Moderatoren waren u. a. Edna Hillmann und Edmund Haferbeck.

## Preisträger

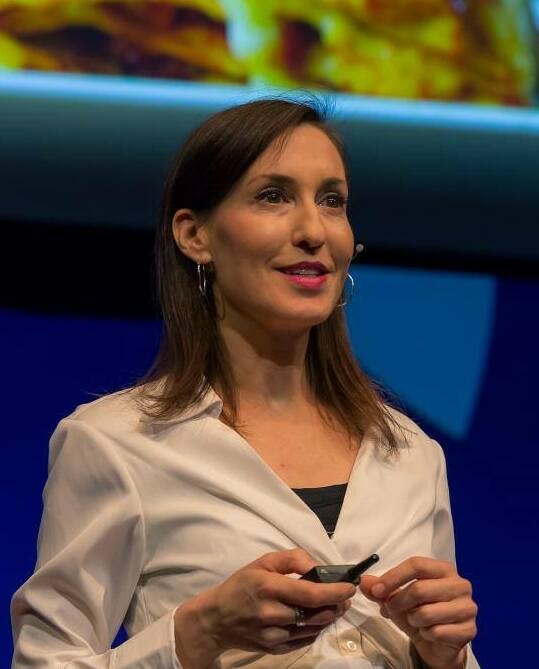
Melanie Joy erhielt 2017 den 3. Peter Singer Preis. Joy prägte u. a. den Begriff „Karnismus“

Die Wahl der Preisträger erfolgt durch ein Gremium, welches jährlich einen durch den Vereinsvorstand initiierten, partizipativen demokratischen Auswahlmechanismus umsetzt. Der Ablauf hin zur Kürung eines Preisträgers erfolgt im Rahmen der folgenden Phasen: Jährlich werden Vorschläge hinsichtlich potentieller Preisträgerinnen und Preisträger aus den eigenen Vereinsreihen, aber auch von extern gesammelt. Diese Vorschläge werden anhand bestimmter, im Einklang mit der Satzung des PSP stehender Kriterien durch den Vorstand aufgenommen und gemeinschaftlich bewertet. Die Kandidatinnen und Kandidaten, die die Kriterien am weitestgehenden erfüllen, werden vereinsintern detaillierter besprochen und abgestimmt, um schließlich den Preisträger festzulegen.
Preisträger (Stand 2024):
- 2015: Peter Singer selbst als Namensgeber von Förderverein und Preis[1]
- 2016: Ingrid Newkirk[1]
- 2017: Melanie Joy[1]
- 2018: Philip Wollen – Philanthrop und Aktivist[1]
- 2019: Mahi Klosterhalfen – Albert-Schweitzer-Stiftung[2]
- 2020: Maneka Gandhi[1]
- 2021: Richard Ryder (Pionier der Tierrechtsbewegung)[1]
- 2022: Jürgen Foß, Manfred Karremann, Friedrich Mülln, Jan Peifer, Edgar Verheyen – investigative Journalisten gegen Tierleid[3]
- 2023: Martin Balluch – Aktivist, Obmann Verein gegen Tierfabriken[4][5]
- 2024: Eisenhart von Loeper und Christoph Maisack – für die Verankerung der Tierrechte im deutschen Grundgesetz[1][6]
- 2025: Thomas Hartung für seine Arbeit zur Entwicklung tierversuchsfreier Methoden in der Toxikologie.[7]